# 北相馬宏
北相馬 宏（きたそうま ひろし、1931年8月24日 - ）は、日本の男性俳優。東京都出身。本名は岡野 由雄（おかの よしお）。

## 来歴・人物
舞台芸術学院を経て1952年8月に前進座へ入団。同劇団には1996年9月まで45年間在籍していた。
現在は前進座の座友として紙芝居による一人芝居『面白ゼミナールかぶき物語』で各地を巡る活動などを行っている。
テレビドラマでは1973年から放送された『伝七捕物帳』（日本テレビ版）において 四代目 中村梅之助演ずる伝七の良き理解者である同心・早瀬市之進役で知られる。

## 出演作品

### テレビドラマ
- 三匹の侍（CX） 
  - 第5シリーズ 第19話「冬の旅」（1967年）
  - 第6シリーズ 第9話「逃散」（1968年） - 三枝大蔵
- 天皇の世紀 第3回「先覚」（1971年、ABC） - 与力
- 遠山の金さん捕物帳（NET / 東映）
  - 第47話「遠眼鏡で見た女」（1971年） - 弥助
  - 第107話「かんざしに泣いた女」（1972年）
  - 第130話「闇に咲く女」（1972年） - 鉄蔵
  - 第146話「毒で出世する男」（1973年） - 伊助
  - 第168話「数え唄に泣く女」（1973年）
- 荒野の素浪人 第47話「待ち伏せ 赤岩谷の竹槍隊」（1972年、NET / 三船プロ）
- 東芝日曜劇場（CBC）
  - おりょう（1971年）
  - ランプと貝殻（1973年）
  - 祇園花見小路（1973年）
- 伝七捕物帳（1973年 - 1977年、NTV / ユニオン映画） - 早瀬市之進
- 伝七捕物帳（1979年、ANB） - 矢田部兵馬
- 必殺シリーズ（ABC / 松竹）
  - 必殺仕掛人 第32話「正義にからまれた仕掛人」（1973年） - 用人
  - 必殺仕業人 第12話「あんたこの役者どう思う」（1976年） - 猿十郎（三五郎）
- NHK大河ドラマ / 花神（1977年、NHK） - 土方楠左衛門
- 達磨大助事件帳（ANB / 前進座・国際放映）
  - 第6話「血染めの恋友禅」（1977年） - 浪人田中
  - 第23話「地獄への落し穴」（1978年） - 氏家
- 若さま侍捕物帳 第9話「参上!! 夜桜お吉」（1977年、ANB / 前進座・国際放映） - 利助
- そば屋梅吉捕物帳 第17話「涙で濡らす雪牡丹」（1980年、12ch / 国際放映）
- 月曜ドラマスペシャル / 恥ずかしながら私、社長です（1996年、TBS / 国際放映）
- ウルトラマンティガ 第27話「オビコを見た!」（1997年、TBS / 円谷プロ・毎日放送） - たぬき和尚
- 水戸黄門 第27部 第28話「嫁を取るか家訓を取るか・伊勢崎」（1999年、TBS / C.A.L） - 徳兵衛
- 大江戸を駈ける! 第9話「秘剣!闇の太刀」（2000年、TBS / C.A.L）
- 菜の花の沖（2000年、BSハイビジョン） - 和泉屋
- 虹色定期便（2002年 - 2003年、NHK-Eテレ） - 売店のおじさん

など

### 映画
- 軍旗はためく下に（1972年、東宝） - 中村伍長

### 舞台
- 前進座公演
  - 「隅田川續俤 -法界坊-」
  - 「乱世に生きる女たち」（1982年） - 赤尾清綱
  - 「尻啖え孫市」（1983年、1984年） - 柴田勝家
  - 「怒る富士」（1990年） - 折井正辰
- 大老（2008年、国立劇場）

など

### CM
- So-net「老夫婦編」
- 丸大ハム「お中元編」

### 書籍
- 劇談傾き者語り（1993年、水曜社）